# Isham Park
O Isham Park é um parque histórico de 2,5 hectares localizado em Inwood, Manhattan, na cidade de Nova York. O parque foi criado como um doação da família Isham em 1912 - 1916 e depois expandido para a cidade de Nova York em 1925 e 1927. Sua fronteira ocidental foi estendida uma vez até o Rio Harlem, mas após o desenvolvimento do Inwood Hill Park e a reconfiguração de ruas na área, a fronteira passou a ser a Avenida Seaman. Na fronteira sul está a Rua Isham. Por parte de seu comprimento, Broadway é sua fronteira oriental. O parque é dividido em dois pelo Park Terrace West.
A mansão Isham, que originalmente foi construída com o parque, foi demolida na década de 1940 devido a sua condição de deterioração.
Na extremidade sul do Isham Park há alguns afloramentos de mármore expostos que datam do período Cambriano. Este é um local popular para as aula de geologia que as faculdades costumam visitar. Há um jardim público no lado nordeste. Grande parte do resto do parque tem árvores e arbustos crescendo de forma selvagem.
O Parque é popular entre famílias com crianças pequenas que apreciam a topografia ondulada do parque e a natureza calma. Jogos com bolas e outros esportes são desencorajados em Isham Park e é um vizinho mais sereno e pacato para as muitas instalações de Inwood Hill Park.

## História
Em 1864, William B. Isham, um rico comerciante de couro, comprou o terreno do atual Isham Park. Em 1912, a filha de Isham, Julia Isham Taylor, doou uma parte de sua propriedade para a cidade em memória de seu pai. A filha de Julia Isham Taylor, Flora, fez o mesmo em 1916. A cidade também adquiriu o terreno em 1925 e 1927, o que permitiu a criação do Isham Park. Essas comprar sucessivas explicam porque o parque tem uma forma irregular. · 

## Relações externas
- Isham Park no Google Earth
- Localização de Isham Park no município de Nova York (em inglês)